# Jaroslav Fikejz
Jaroslav Fikejz (24. dubna 1927 Kaliště (Orlické Podhůří) – 26. prosince 2008 Praha) byl československý atlet, který se věnoval skoku do dálky.
V roce 1948 reprezentoval na letních olympijských hrách v Londýně, kde se mu však nepodařilo postoupit z kvalifikace. O dva roky později získal na mistrovství Evropy v Bruselu bronzovou medaili za výkon 720 cm. Stříbro vybojoval Nizozemec Gerard Wessels, který skočil o pouhé dva centimetry dál a mistrem Evropy se stal za 732 cm Torfi Bryngeirsson z Islandu. 
Studoval na Vysoké škole zemědělské v pražském Suchdole. Po skončení sportovní kariéry i nadále působil v atletice, jako funkcionář a novinář.